# سکش‌فهروار
سِکِش‌فِهِروار (به مجاری: Székesfehérvár) مرکز استان فِیِر در کشور مجارستان با جمعیت ۱۰۱٫۶۰۰ نفر است.

## نگارخانه

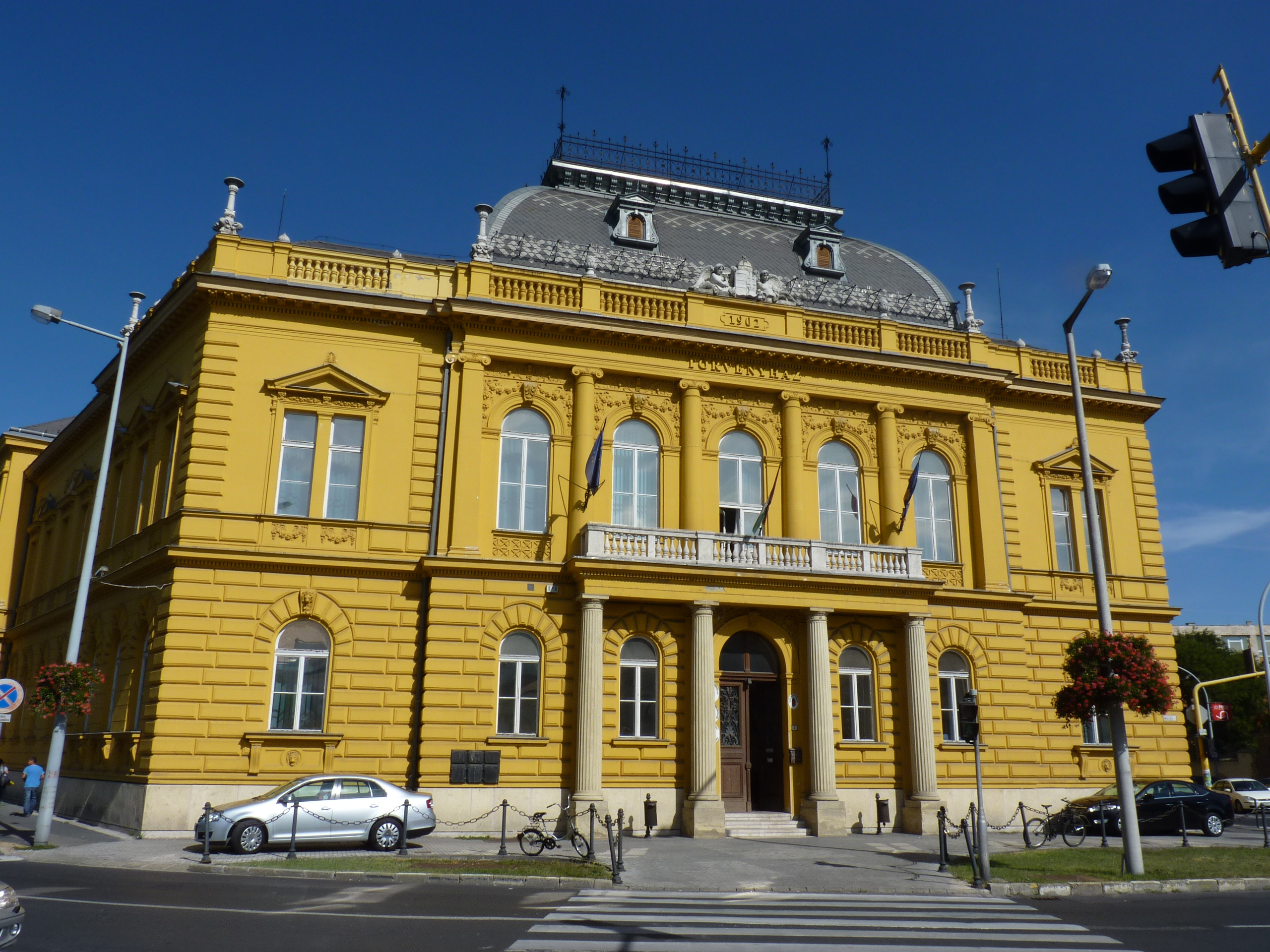
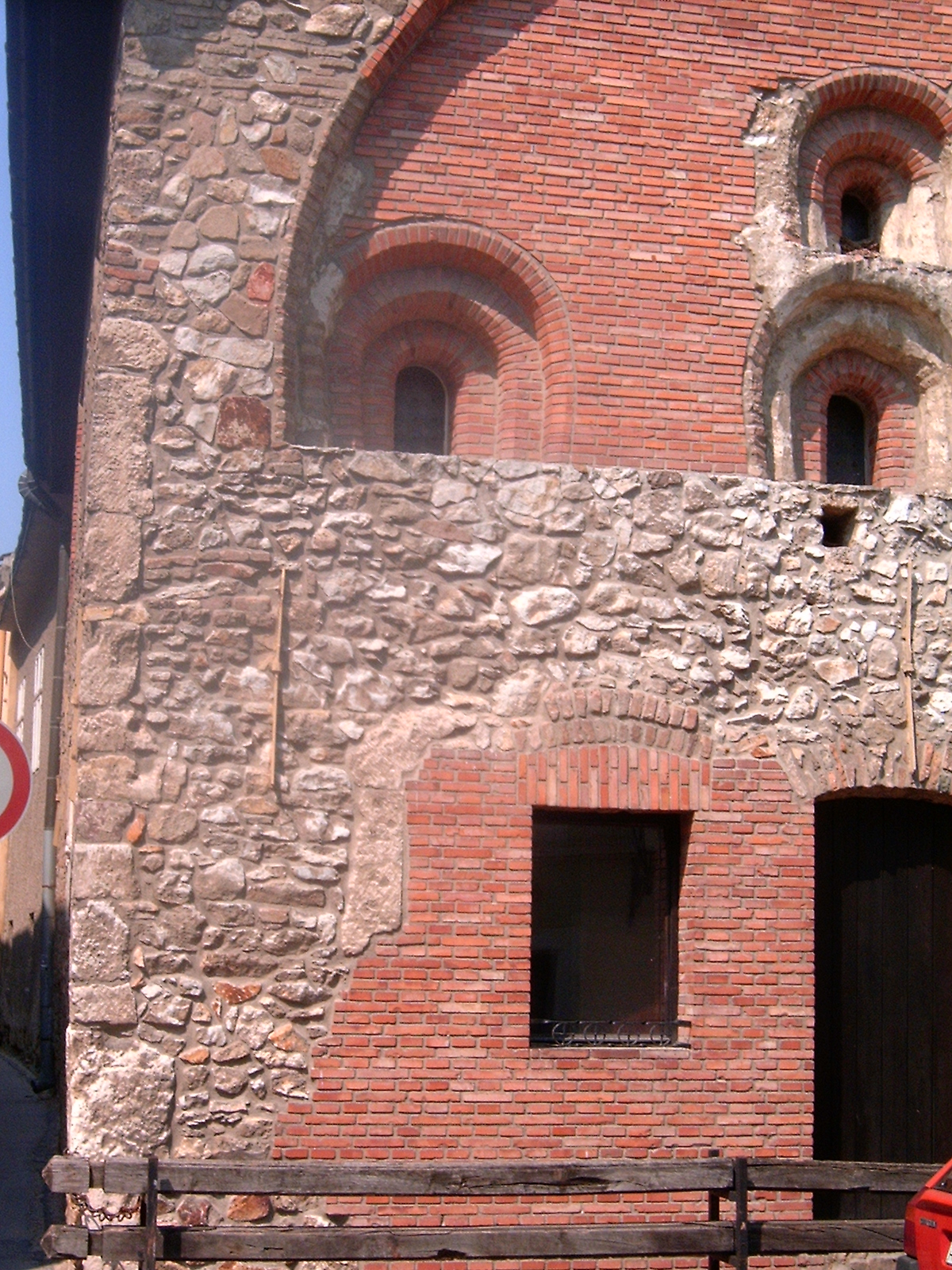
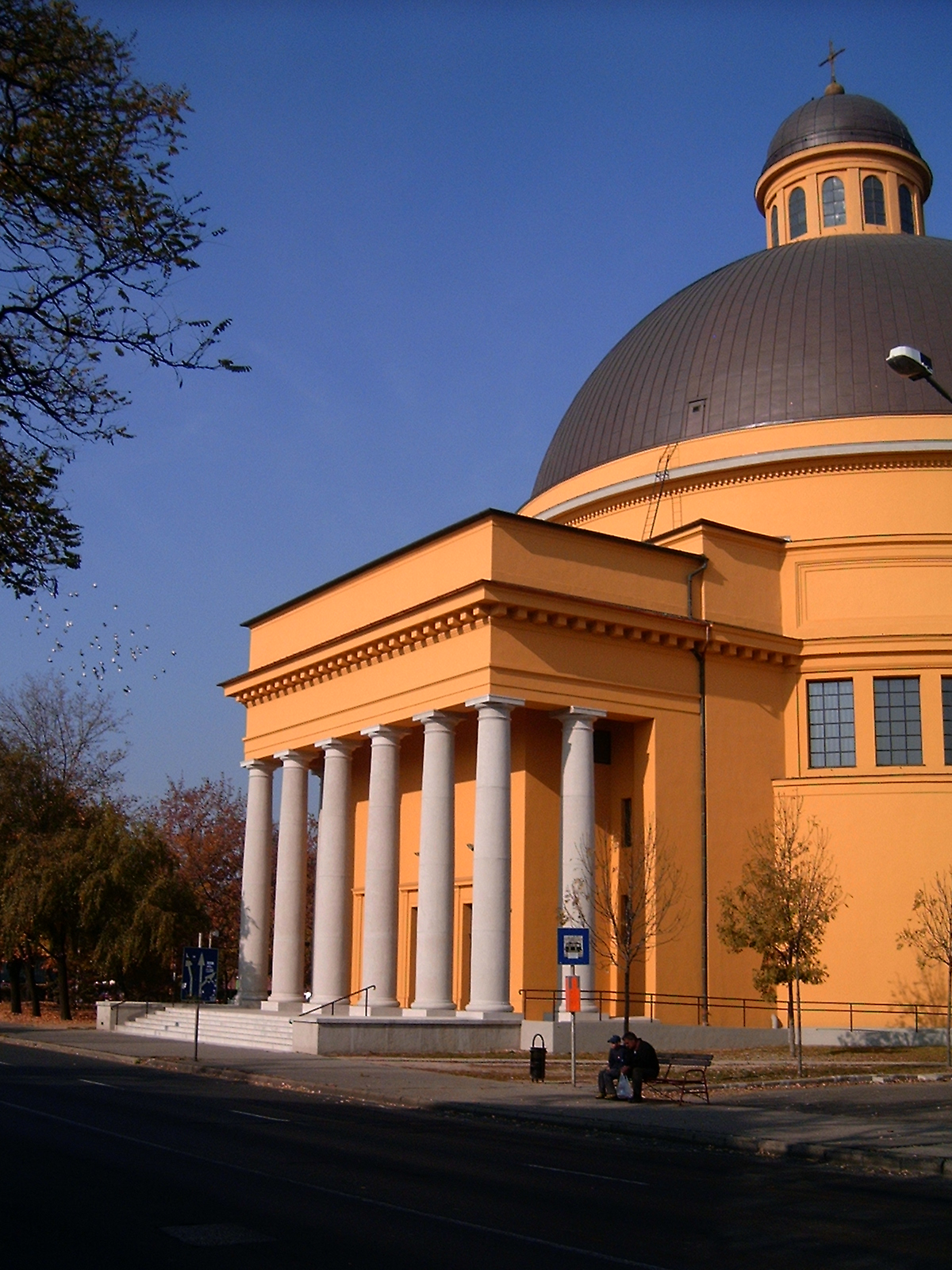
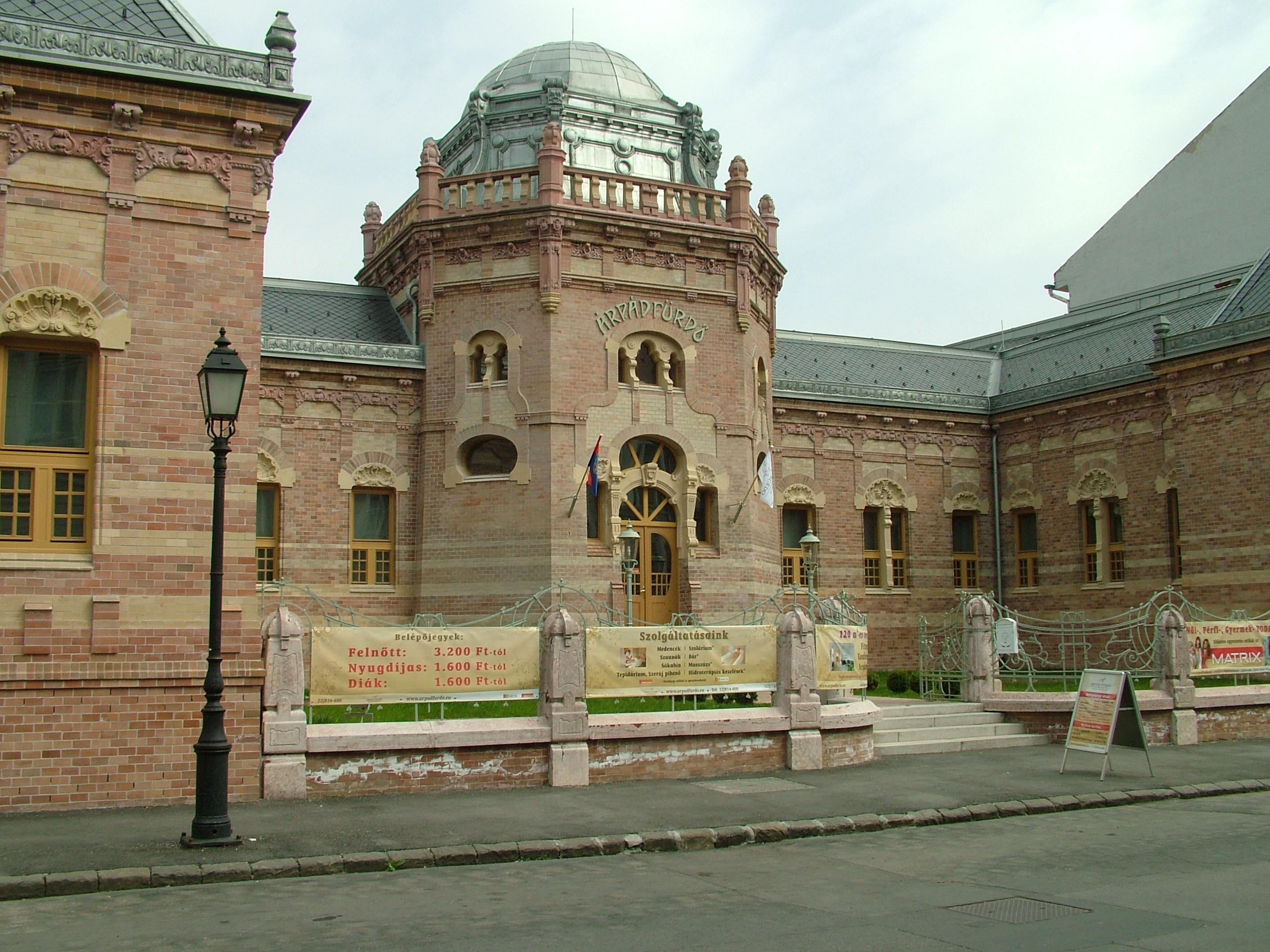
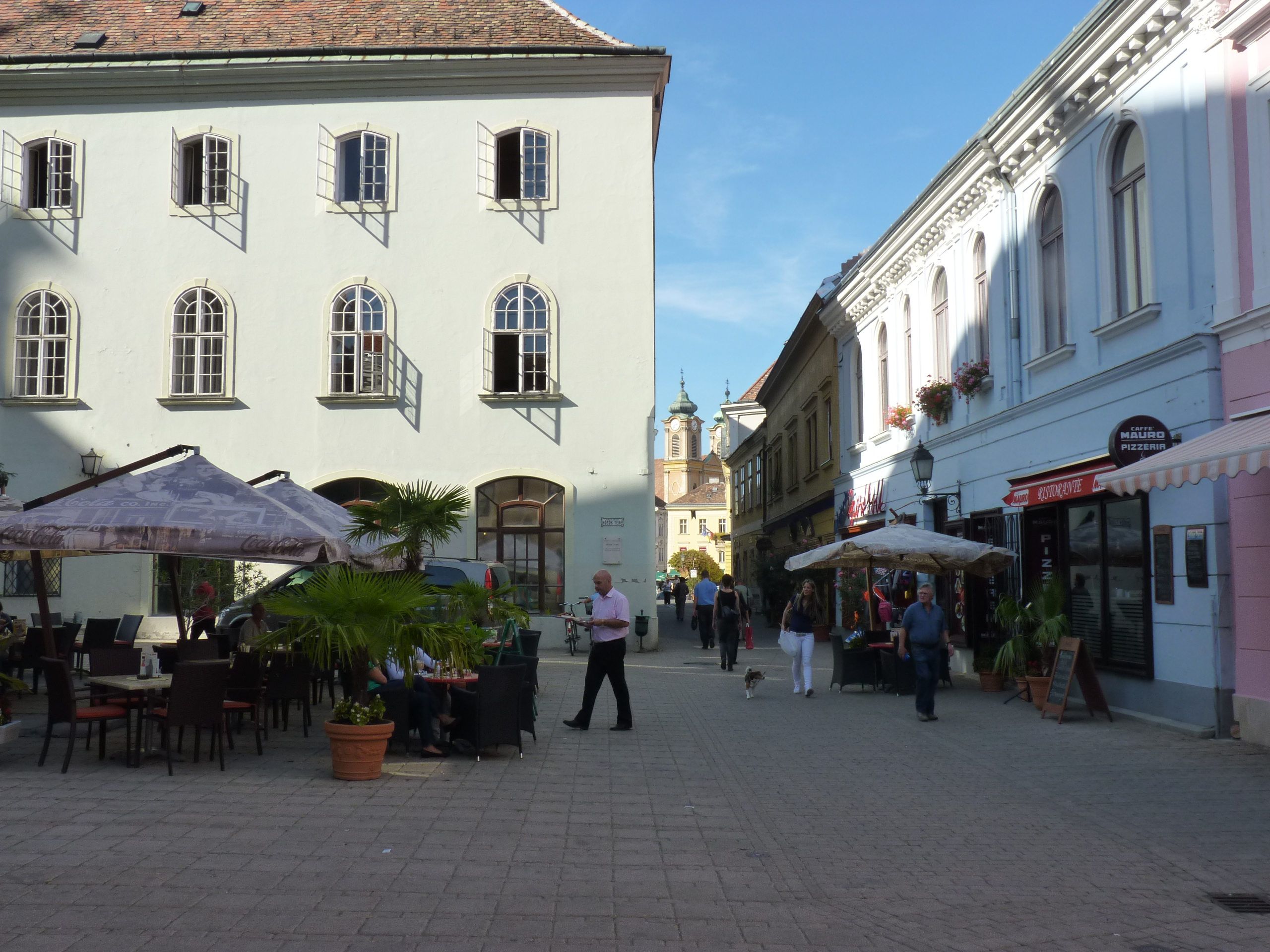
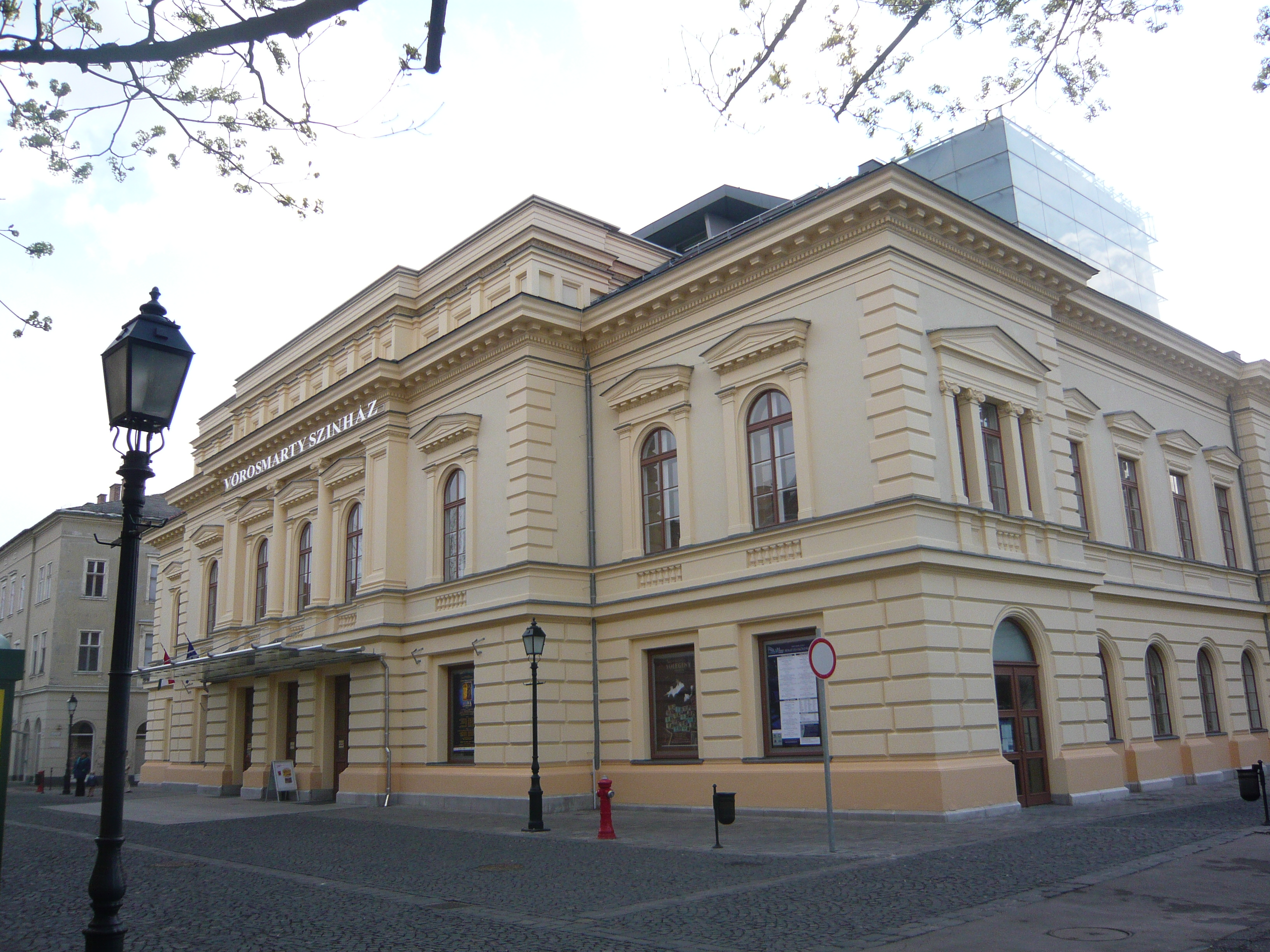
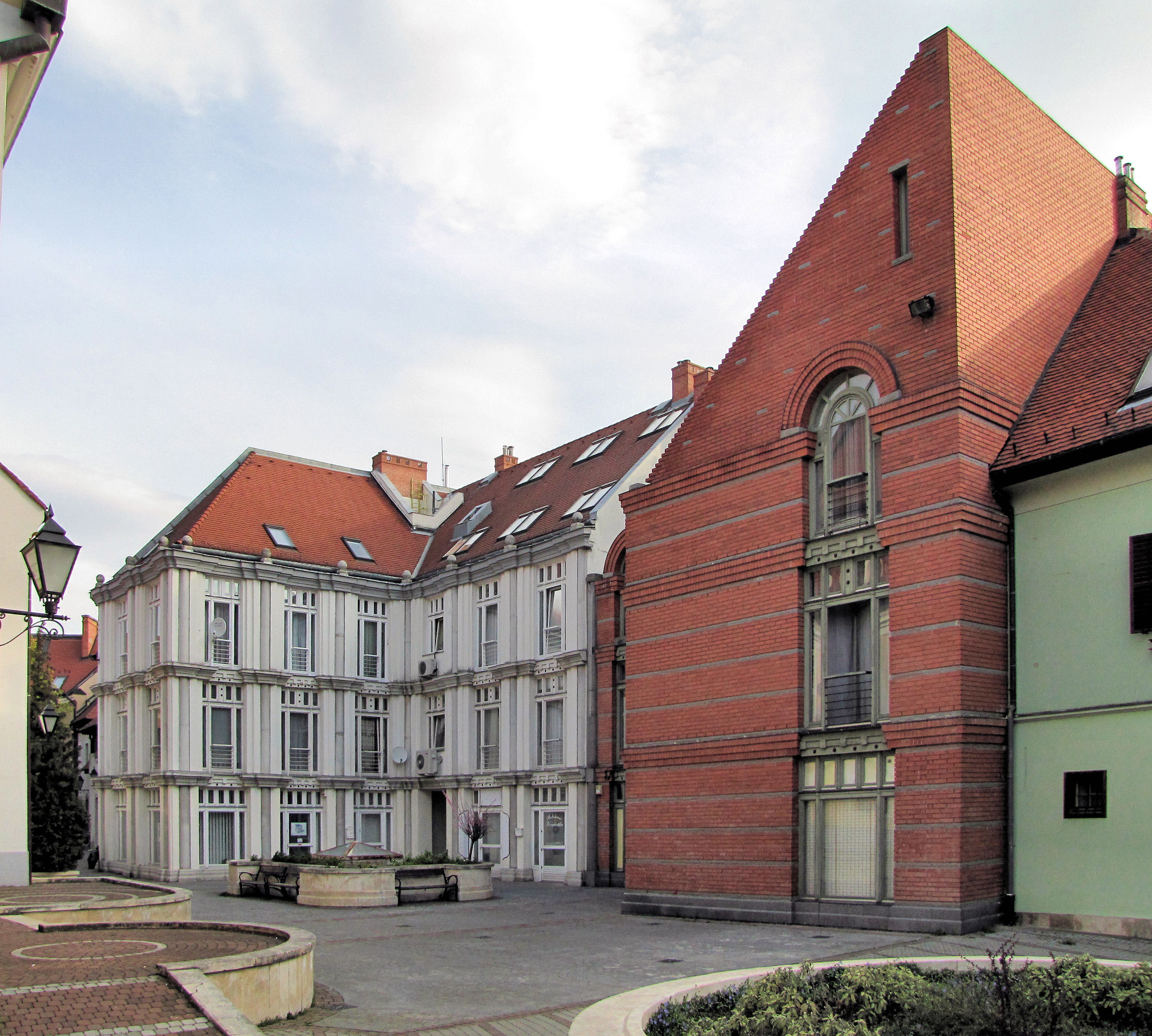
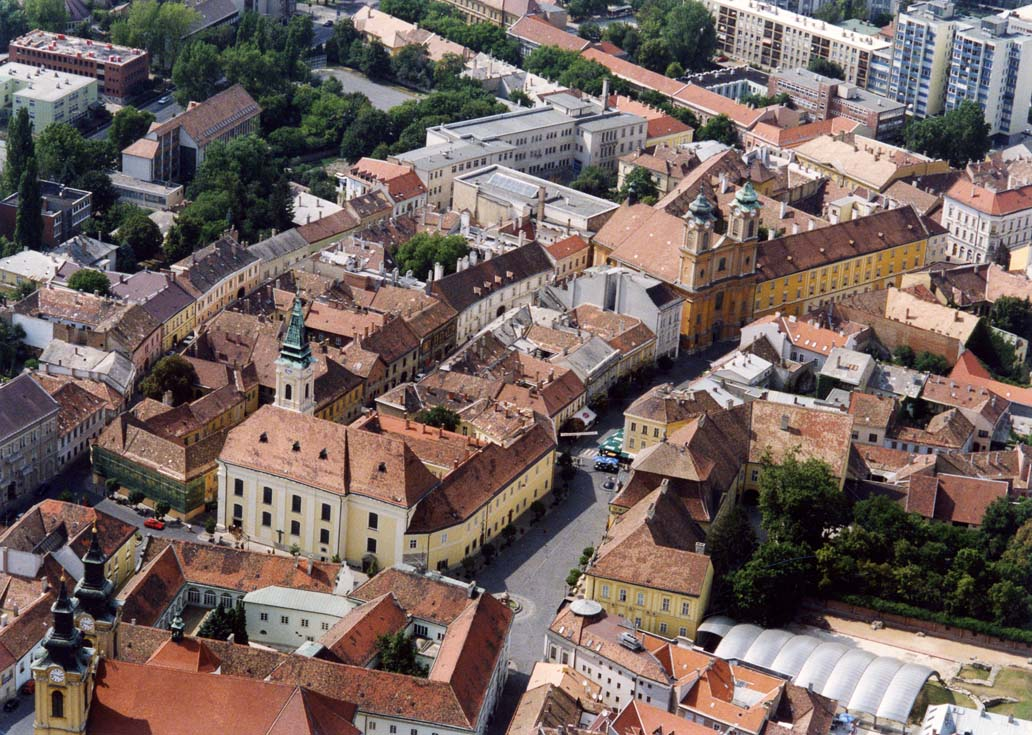
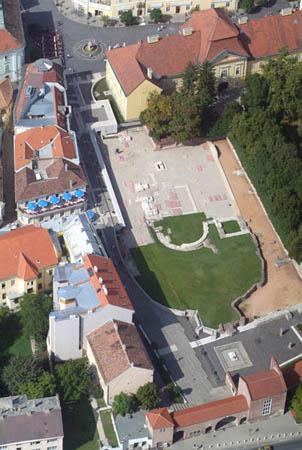